# Kristin Otto
Kristin Otto (n. 7 februarie 1966, Leipzig, RDG) este o fostă campioană germană (RDG) la înot. Kristin Otto ca profesie este reporteră sportivă la postul de televiziune german ZDF.